# Disomia jednorodzicielska
Disomia jednorodzicielska – sytuacja, gdy oba homologiczne chromosomy pochodzą tylko od jednego z rodziców. Jej skutki kliniczne zostały opisane po raz pierwszy w 1988 r. u dziecka z mukowiscydozą i niedoborem wzrostu.
Disomia jednorodzicielska może wystąpić wskutek nieprawidłowej segregacji chromosomów w mejozie lub w czasie podziałów mitotycznych komórek somatycznych. Przypadki disomii jednorodzicielskiej trzykrotnie częściej dotyczą komórek matczynych niż ojcowskich.
Błąd ten powoduje, że potomek jest homozygotą pod względem genów umiejscowionych na danym chromosomie. W przypadku, jeśli wśród tych genów znajdują się allele chorób recesywnych, to potomstwo może wykazywać cechy choroby, pomimo że drugi z rodziców może nie posiadać allelu chorobowego w swoim materiale genetycznym. Disomia jednorodzicielska tłumaczy niektóre przypadki dziedziczenia niemendlowskiego (niezgodnego z prawami Mendla).
Rodzaje: 
- heterodisomia, gdy w komórce obecne są oba chromosomy homologiczne danej pary
- izodisomia, gdy w komórce obecne są dwie identyczne kopie jednego z chromosomów homologicznych, pochodzące od jednego z rodziców.

Ten rodzaj nieprawidłowego podziału materiału genetycznego może u człowieka skutkować wystąpieniem zespołu Angelmana i Pradera-Williego.